# Lloyd Kramer
Pour les articles homonymes, voir Kramer.
Lloyd Kramer est un réalisateur américain né le 25 novembre 1947 à Swampscott dans le Massachusetts.

## Filmographie
- 1992 : Nine (TV)
- 1997 : Les Ailes de l'amour (Before Women Had Wings) (TV)
- 1998 : David et Lisa (David and Lisa) (TV)
- 2000 : L'Amour interdit (All-American Girl: The Mary Kay Letourneau Story) (TV)
- 2001 : Amy et Isabelle (Amy & Isabelle) (TV)
- 2002 : Report from Ground Zero (TV)
- 2004 : Les cinq personnes que j'ai rencontrées là-haut (The Five People You Meet in Heaven) (TV)
- 2007 : Mitch Albom's For One More Day (TV)